# Palmeria hooglandii
Palmeria hooglandii är en tvåhjärtbladig växtart som beskrevs av W.R. Philipson. Palmeria hooglandii ingår i släktet Palmeria och familjen Monimiaceae. Inga underarter finns listade i Catalogue of Life.